# Préchac (Gironda)
 Préchac  es una población y comuna francesa, situada en la región de Aquitania, departamento de Gironda, en el distrito de Langon y cantón de Villandraut.

## Demografía
| 1136 | 1050 | 1007 | 953 | 985 | 1017 |
| Para los censos de 1962 a 1999 la población legal corresponde a la población sin duplicidades (Fuente: INSEE [Consultar]) |      |      |     |     |      |